# 4.º Distrito Congressional do Alabama
O 4º Distrito Congressional do Alabama é um dos 7 Distritos Congressionais do Estado norte-americano do Alabama, segundo o censo de 2000 sua população é de 635.300 habitantes.
Fica no Norte deste Estado e inclui os condados de:
- Franklin
- Marion
- Lamar
- Fayette
- Walker
- Winston
- Cullman
- Blount
- Marshall
- Etowah
- DeKalb
- Morgan
- Pickens